# Business Navigation
Business Navigation (BN) představuje ucelený koncept metodických a softwarových nástrojů určený pro plánování a řízení výkonnosti firem. Vychází ze základních principů Business Intelligence, které dále rozšiřuje.

## Koncept
Koncept BN má komplexní charakter, její těžiště spočívá především v modelování budoucnosti. Slouží k propojení všech klíčových procesů v jeden celek poskytující informace pro manažerské rozhodování. Tento koncept zajišťuje podporu řízení výkonnosti ve strategickém i taktickém horizontu. Umožňuje plánovat, analyzovat a vyvažovat výkon podle zjištěných odchylek. 
Vlastní řízení výkonnosti je strukturováno do čtyř funkčních oblastí:
- Prodejní výkonnost
- Nákladová náročnost a ziskovost výkonu
- Finanční výkonnost
- Zdroje a potenciály výkonu

Každá z funkčních oblastí je obsluhována souborem modulů a aplikací, které řeší specifické potřeby řízení z pohledu uplatňovaných metod a informací.
Model využívá nástroje na podporu řízení změny (Balanced Scorecard či Strategické projekty) a současně spojuje hlavní podnikové procesní oblasti - prodej, výrobu či služby a finance (Business Plan, taktické plány). Umožňuje hodnocení odchylek plánovaných a skutečně dosažených výsledků (controlling) a jejich přesnou analýzu. 

Definiční obor konceptu Business Navigation tvoří samotní manažeři a majitelé, kteří díky své intuici, znalostem a zdrojům identifikují podnikovou Misi, Vizi a Strategii. Z Business Planu jsou odvozeny roční taktické plány a rozpočty, které jsou v pravidelných časových intervalech měřeny a porovnávány se skutečností. Model je vybaven prostředky na identifikaci rizik, tak aby i při ohrožení podniku byl management včas varován. Kontinuální plánování umožňuje průběžnou aktualizaci pro zpřesňování očekávaných výsledků
Konkrétním softwarovým řešením vycházející z konceptu BN je exekutivní (manažerský) informační systém - Business Navigation System (BNS).

### Metodologická podpora
Model Business Navigation  je metodologicky tvořen Datovým modelem a Procesním modelem. 
1. Datový model kvantitativně parametrizuje podnikatelské procesy v jednotlivých modulech Business Navigation  (prodejní výkonnost, ziskovost, finance, zdroje). Je tvořen ukazateli a dimenzemi, do kterých se hodnoty ukazatele promítají. Úrovně dimenze mohou být uspořádány do několika paralelních hierarchií určujících varianty postupu analýz od konsolidovaných hodnot ukazatelů k jejich hodnotám detailním a naopak.
2. Procesní model stanovuje posloupnost činností, jimiž jsou ve stanovených vícedimenzionálních strukturách ukazatelům nastaveny číselné hodnoty. Může se jednat o „hodnoty budoucnosti“ (plánu, prognóz či manažerských simulací) nebo o hodnoty měřící dosažené výsledky a poté i odchylky mezi plánem a skutečností.

### Strategická a taktická navigace
V rámci Strategické navigace jsou definovány víceleté strategické cíle podniku a s nimi související cílové ukazatele. Cíle podniku jsou podpořeny Strategickými projekty potřebnými pro jejich dosažení. Řízenou komunikací dochází na úrovni top managementu podniku i mezi jednotlivými jednotkami k definici cílových hodnot klíčových finančních ukazatelů a potřebné náplně Strategických projektů. Strategické projekty fungují v rámci Business Navigation jako samostatný integrační modul protože jsou hybnými nástroji podnikové změny. 

Taktická navigace slouží ve výrobně-obchodních podnicích k řízení operační výkonnosti. Taktická navigace podporuje tvorbu ročního plánu či jeho zpřesňujících prognóz pomocí těchto modulů: Prodejní výkonnost, Profitability management (ziskovosti), Fixních nákladů či Master Planu.

V modelu Business Navigation je zásadní právě integrace Strategické a Taktické navigace, a to jak v režimu plánování, tak v režimu analýzy. Pro úspěšné řízení podniku je důležité, aby strategie podniku byla jednotně chápána celým managementem. Následný systém odchylek hodnot skutečnosti klíčových ukazatelů od plánu funguje jako tzv. „navigační systém“, který umožňuje managementu interpretovat odchylky a učinit opatření k jejich nápravě v následujícím období.